# Zwettl an der Rodl
Zwettl an der Rodl è un comune austriaco di 1 797 abitanti nel distretto di Urfahr-Umgebung, in Alta Austria; ha lo status di comune mercato (Marktgemeinde).